# Linkeroever (Antwerpen)

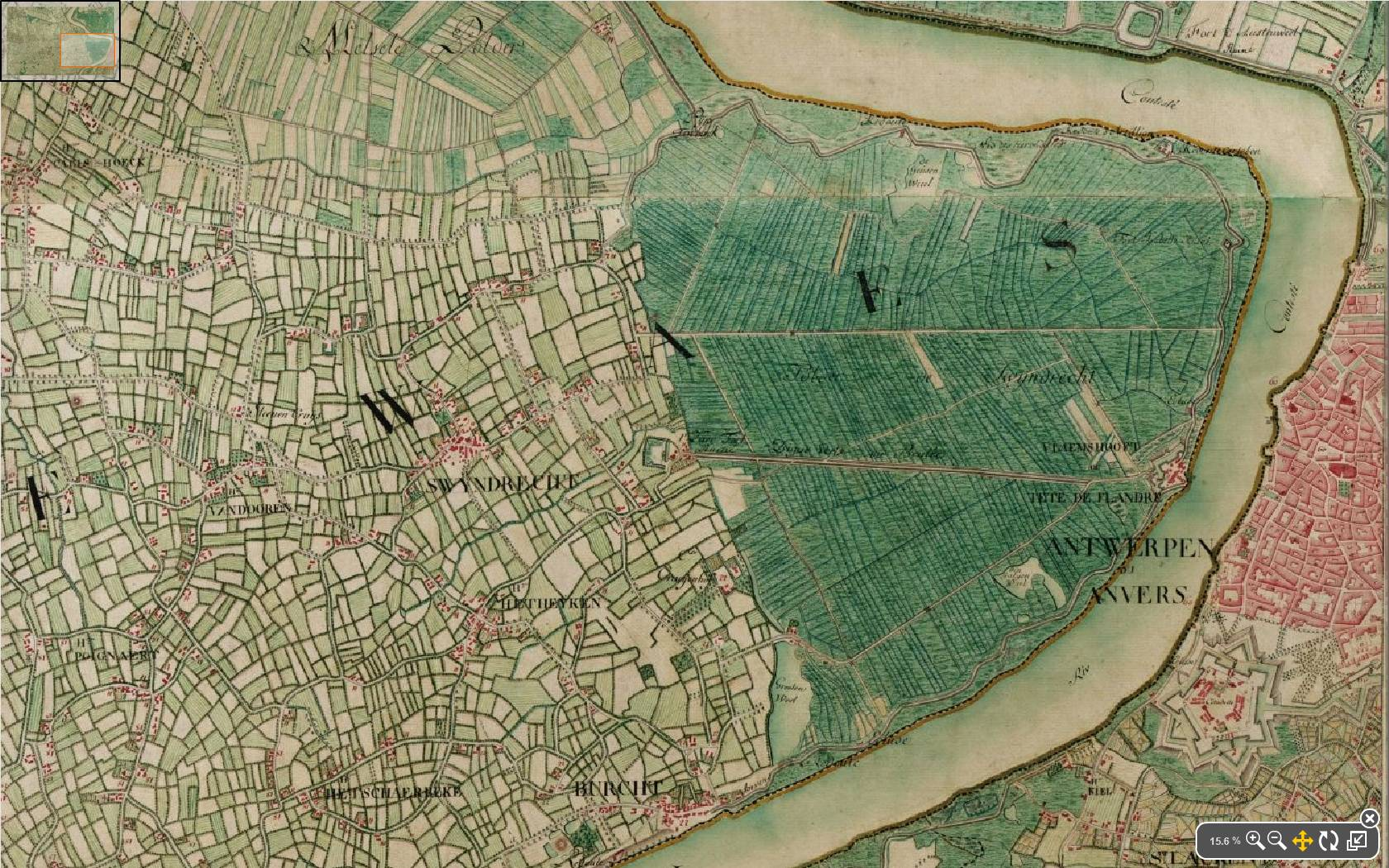
Eind 18e eeuw was de linkeroever een dunbevolkt meersengebied

Linkeroever is een grote wijk (stadsdeel) van de Belgische stad Antwerpen (postnummer 2050), en wel het grondgebied op de linkeroever van de Schelde. Vroeger behoorde het tot Zwijndrecht (toen behorend tot de provincie Oost-Vlaanderen), maar op 19 maart 1923 werd het bij Antwerpen gevoegd en maakt sinds de oprichting van de districten in 1983 deel uit van het district Antwerpen. Linkeroever telt circa 17.600 inwoners.
Historisch en geografisch behoort de Linkeroever tot het Waasland, maar zowel landschappelijk als sociologisch staat het vandaag los ervan. Naast het gehucht Sint-Anna of Vlaams Hoofd ligt er naar het noorden toe, in de bocht van de Schelde de Borgerweert, vroeger een polder, nu grotendeels opgespoten met baggerzand en industrieterrein geworden.

## Geografie
De oudste benaming van deze regio is het Vlaams Hoofd. Dit was namelijk het meest oostelijke punt van het Franse graafschap Vlaanderen en het grensgebied met het Duitse Hertogdom Brabant een opvolger van het oude hertogdom Neder-Lotharingen waarvan het markgraafschap Antwerpen een mark was.
Linkeroever was vóór de zandopspuiting een meersengebied, genoemd de Borgerweertpolder. Deze naam is niet zonder betekenis. ‘Weert’ wijst op een, dikwijls onderlopen door water of dijken omgeven polder. In het Oosten tegen de Schelde lag het dijkdorp Sint-Anna dat voornamelijk hoger lag dan haar omgeving. Terwijl de polder 0,7 meter tot en met 1,25 meter boven de zeespiegel lag, lag Sint-Anna op de Scheldedijk 6 meter erboven. Hierdoor was het beschermd tegen de vele overstromingen van de polder. Deze overstromingen vormden de vele welen die nu nog te zien zijn: het Galgenweel, het Burchtse weel en de Blokkersdijk.
De bodem is vervaardigd uit een kleilaag van 50 cm rustend op een veenlaag van 1 meter dik die niet geschikt was voor landbouw maar wel als weiland. De gronden werden voornamelijk gebruikt om er koeien van de Antwerpse beenhouwers te laten grazen.
Na de overname in 1923 door Antwerpen werd er beslist om de polder te verhogen en er een nieuwe site te maken voor een woongebied. Antwerpen barstte namelijk uit haar voegen door de groeiende bevolking. Dit werd gedaan door de baggerspecie van de Schelde op Linkeroever te spuiten en het met ±7 meter te verhogen.

## Verkeersverbindingen
De Sint-Annatunnel en het Sint-Annaveer verbinden de beide oevers voor voetgangers en fietsers. In het stadsdeel bevindt zich ook het premetrostation Van Eeden, dat door de tramlijnen 3, 5, 9 en 15 via de Brabotunnel met het stadscentrum verbonden is. Verdere verbindingen tussen beide stadsoevers zijn de Waaslandtunnel en de Kennedytunnel. De laatste kent naast een auto- en treingedeelte ook nog een fietstunnel. Een nieuwe Scheldeonderdoorgang voor autoverkeer, de Oosterweeltunnel is gepland terzijde van Blokkersdijk. Het is één onderdeel van een omstreden Oosterweelverbinding-project voor het sluiten van de R1. Het nieuwe knooppunt Antwerpen-West werd in mei 2023 in gebruik genomen, oprit Linkeroever afgesloten en de Charles de Costerlaan verkeersvrij gemaakt. In 1984 werd het station Antwerpen-Linkeroever gesloten.
Veel lanen, straten en pleinen werden genoemd naar schrijvers, dichters of personages uit literaire werken. De grote lanen die de wijk sinds het ontstaan doorkruisen werden steevast naar oude Nederlandse geschriften genoemd: Blancefloer, Halewijn, Esmoreit, Gloriant en Beatrijs. Niet veel later kregen ook moderne schrijvers een verwijzing: Frederik van Eeden, Lode Zielens, Paul van Ostaijen, Willem Elsschot, Multatuli en Charles De Coster zijn maar enkele van hen.

## Geschiedenis

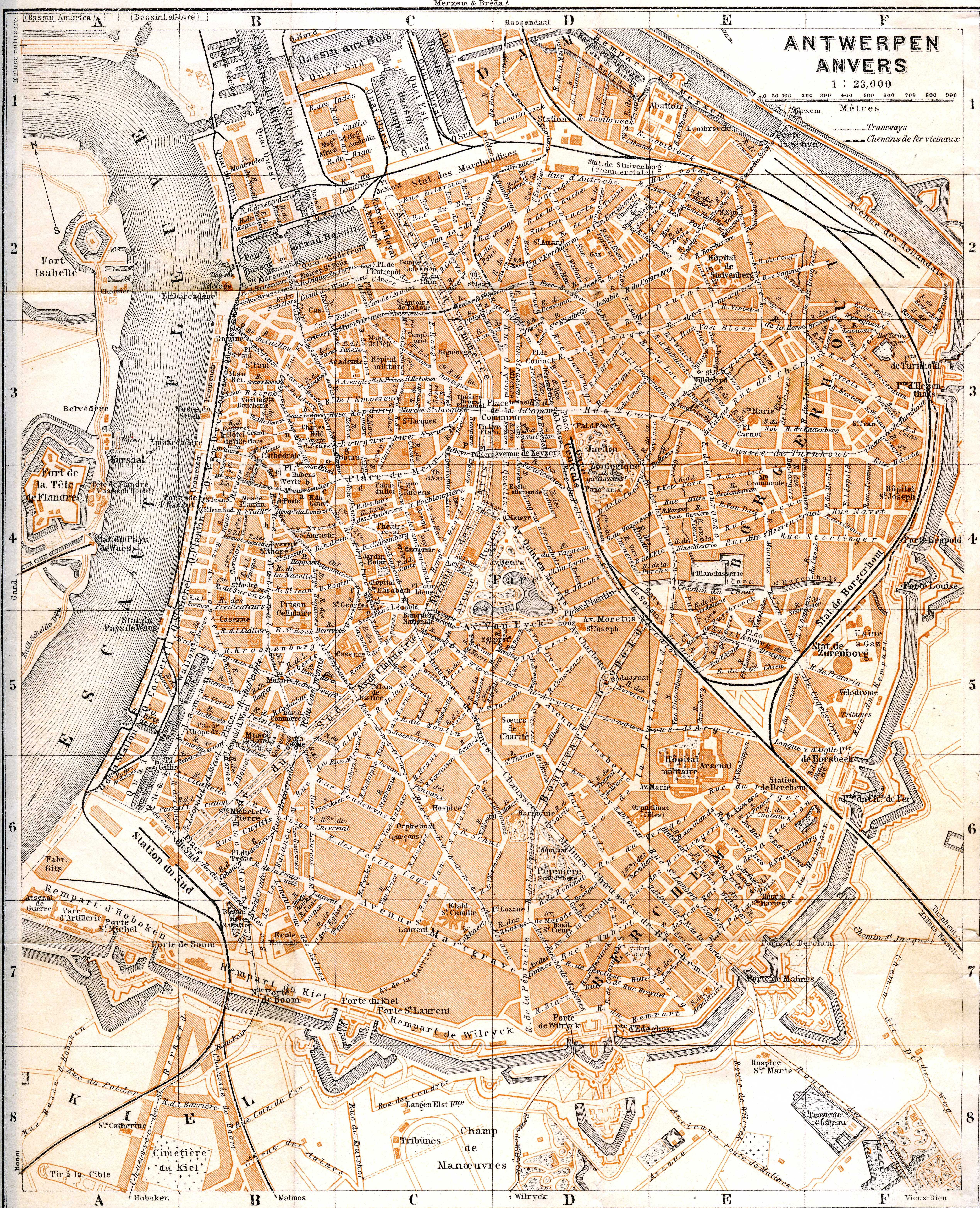
Kaart van 1905 die het fort Vlaams Hoofd, de veerdiensten, het station en de casino toont.

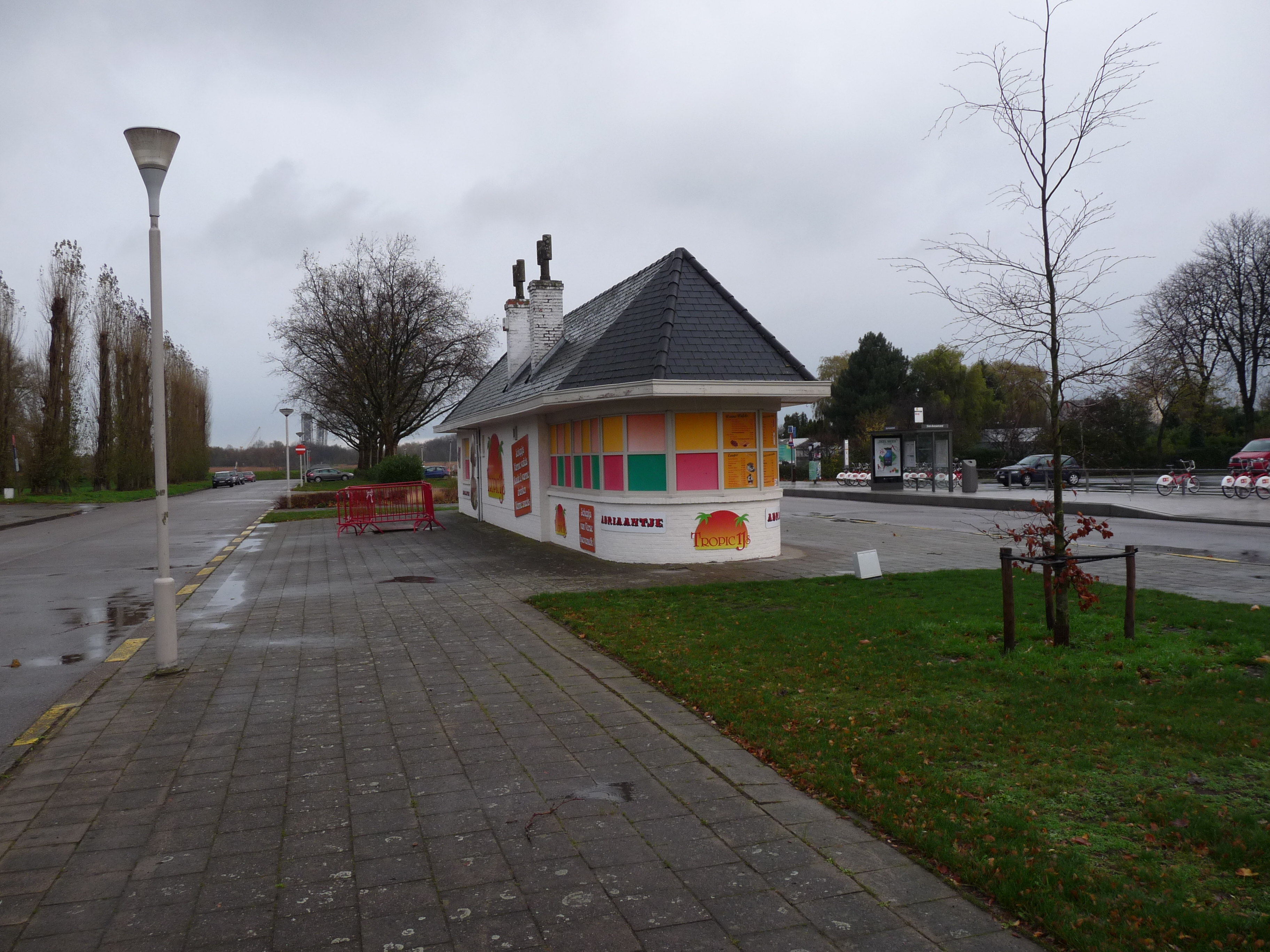
De vroegere trameindhalte bij Sint Annastrand van de Sint Anna Express

De wijk Linkeroever ontstond op de plaats van het oude Sint-Annadorp en het fort Vlaams Hoofd beide gelegen nabij de Schelde en het latere gebouw van de Sint-Annatunnel (een fiets- en voetgangerstunnel). Het fort en het dorp waren rechtstreeks verbonden door middel van een dijk over de Borgerweertpolder met Zwijndrecht en het Vlaamse achterland, de latere Blancefloerlaan. De Borgerweertpolder kon indien nodig onder water worden gezet om het fort te beschermen. Op 3 november 1844 werd het spoorwegstation Vlaams Hoofd geopend. Vanaf dit station vertrok de geïsoleerde spoorlijn 59 over het Waasland naar Gent van de Chemin de fer d'Anvers à Gand maatschappij.
In het begin van de twintigste eeuw was Sint-Annadorp een populair oord van vertier (met casino en mosselrestaurants). De Sint-Annekeveerboot zorgde voor een regelmatige verbinding. Tijdens de Eerste Wereldoorlog werden veel vernielingen aangericht en daarna moest de Linkeroever opnieuw opgebouwd worden. De overdracht van het Linkeroevergebied aan de gemeente Antwerpen in 1923 gaf een nieuw impuls aan Linkeroever daar de stad Antwerpen grote plannen had voor de nieuwe stadswijk.
In de jaren 30 ontstond aan het noordelijk gelegen Scheldestrand ten westen van de Palingplaat met het Sint-Annastrand een drukke recreatie en werden vele vakantiehuisjes gebouwd. Er kwamen cafés en restaurants, een zwembad en er werd een molen uit Limburg overgebracht. De recreatie bleef maar de vakantiehuisjes werden vanaf het einde van de jaren 60 onteigend en afgebroken. Tijdens de Tweede Wereldoorlog werd de Linkeroever spergebied en stopte de ontwikkeling van Linkeroever.
Van rond 1930 tot 1959 reed tussen dit strand en het veer aan het dorp van Sint-Anneke een tramverbinding, de zogenaamde Sint-Anna-Expres. Vanaf het veer reed de tram ook langs het voormalige treinstation Antwerpen-West en zo verder naar Hamme in Oost-Vlaanderen. Deze tramlijn H bleef in gebruik tot september 1959.
In 1929 werd de Intercommunale Maatschappij van de Linker-Scheldeoever (Imalso) opgericht. Deze begon met de systematische ophoging van het hele gebied en de afbraak van de bestaande bebouwing. Er kwamen nieuwe straten en verbindingswegen, waarbij men zich onder andere liet inspireren door de architect Le Corbusier die een urbanisatieplan had ingediend. Men bouwde villa's en in het begin van de jaren 50 ontstonden de eerste wijken met sociale woningbouw. De laatste huizen van het oude Sint-Anneke kwamen door de voortdurende grondophoging op een lager niveau ('Sint-Anneke Put') en verdwenen rond 1955. Enkel de Sint-Annakerk bleef bewaard tot ook zij op haar beurt in augustus 1968 gesloopt werd en plaatsmaakte voor een moderne kerk, de Sint-Anna-ten-Drieënkerk.
Het kerkje van de parochie Onze-Lieve-Vrouw-ter-Schelde dat aan de noordelijk gelegen 'plage' (Sint-Annastrand) gelegen was, werd op 9 maart 2000 door een brand getroffen en afgebroken. Enkel het voorportaal bleef behouden en wordt als Mariakapel gebruikt.
Einde jaren vijftig werden de eerste flatgebouwen opgetrokken. De zogenaamde Amelinckxflatgebouwen (naar de aannemer Amelinckx, die in 1986 failliet ging) werden in de jaren zestig in snel tempo gebouwd. Begin jaren zeventig verrees de wijk Europark (met onder meer een 25 verdiepingen hoog flatgebouw, gekend als 'Chicagoblok'), de moderne Sint-Lucaskerk en openbare bibliotheek.
In 2011 werd begonnen met de bouw van de nieuwe wijk Regatta. Er worden in verschillende fases straten en pleinen aangelegd en 2100 woningen gebouwd.Anno 2025 is deze grote stadsuitbreiding nog niet volledig voltooid.
In 2022 publiceerde de stad Antwerpen een voorontwerp voor de herinrichting van de Scheldeboorden. In april 2022 werd een nooddorp geopend dat gebouwd werd voor Oekraïense oorlogsvluchtelingen. Het nooddorp bood plaats aan een 700-tal bewoners. Eind januari 2025 werd het gesloten.

## Bezienswaardigheden

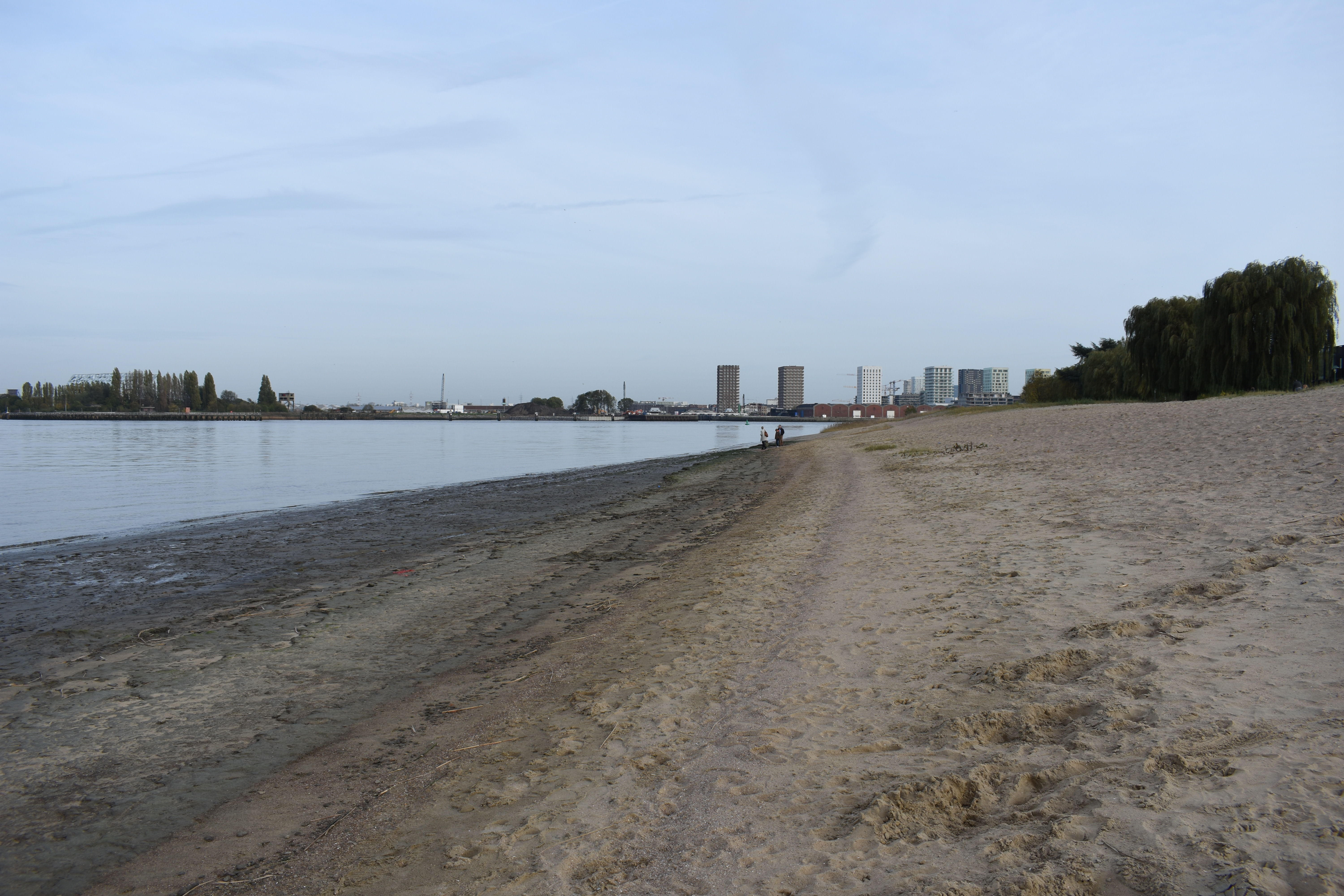
Sint-Annastrand bij laagtij

Aan de noordelijk gelegen wandeldijk bevinden zich recreatiefaciliteiten (openluchtzwembad De Molen, horeca, City camping Antwerp). Op het Sint-Annastrand bevindt zich de Molen van Sint-Anneke.
Vanaf het Sint-Annastrand kan men zuidwaarts een wandelpad langs de Schelde volgen tot het openlucht Ankermuseum (ook boeienweide genoemd) en de Sint-Annatunnel. Onderweg zijn er rustbanken, speeltuigen en een monument voor wijlen koning Boudewijn (architect Jo Crepain, beeldhouwer Wilfried Pas). Het wandelpad gaat verder zuidwaarts naar de watersportplas Galgenweel, waar verschillende clubs gevestigd zijn. In het westen ligt het Sint-Annabos als wandelbos en het vogelbroedgebied Blokkersdijk.

## Sport
Jaarlijks vindt in december een veldrit (de Scheldecross) plaats op en rond het Sint-Annastrand op Linkeroever.
De Antwerp 10 miles start en finisht in de Gloriantlaan op Linkeroever.

## Cultuur
Zowel de Boeienweide als de terreinen van Middenvijver worden af en toe als locatie voor festivals gebruikt zoals Linkerwoofer, Live is Live, Vaag Outdoor en het vroegere Laundry Day.
Het project “Linkeroever Literair” ging van start op 4 mei 2003 onder het motto “zet uw zinnen op Linkeroever”. Het is een initiatief van de Erfgoedcel Antwerpen. Uitvloeisels hiervan waren het boek “Schrijvers op Linkeroever”, met 55 straten die naar schrijvers werden genoemd, en het project Citaat op Straat, ontstaan onder impuls van Hugo de Ridder. Citaten uit het werk van enkele schrijvers worden op tegels geplaatst in de straten die hun naam dragen. Eind 2023 liggen er zo 68 citaten verspreid over heel Linkeroever.

## Trivia
- De inwoners van het oude Sint-Anneke op de Linkeroever stonden en staan ook nu nog onder hun bijnaam "mosselen" bekend.
- Linkeroever is ook de titel van een film die zich op de gelijknamige locatie afspeelt. Deze thriller ging in maart 2008 in première.
- De opnames voor de VTM-serie Patrouille Linkeroever werden hoofdzakelijk opgenomen op Linkeroever.